# Paolo Dellafiore
Paolo Dellafiore, właśc. Paolo Hernán Dellafiore  (ur. 2 lutego 1985 w Buenos Aires) – włoski piłkarz pochodzenia argentyńskiego występujący na pozycji obrońcy.

## Kariera
Dellafiore zawodową karierę rozpoczynał w 2004 roku w Interze. W jego barwach nie rozegrał żadnego ligowego spotkania. Był natomiast wypożyczany do Spezii z Serie C1 oraz do Treviso z Serie A. W Serie A zadebiutował 28 sierpnia 2005 w przegranym 0:3 meczu z Interem, a 15 stycznia 2006 w zremisowanym 2:2 pojedynku z Udinese Calcio strzelił swojego pierwszego ligowego gola.
W 2006 roku odszedł do US Palermo, z którego był dwukrotnie wypożyczany do Torino FC. W 2009 roku został zawodnikiem Parmy. W 2011 roku został z niej wypożyczony do Ceseny. W tym samym roku przeszedł do Novary. Następnie grał w Sienie, Padovie, Latinie oraz Perugii.
W Serie A rozegrał 123 spotkania i zdobył 4 bramki.